# Ole Bjur
Ole Bjur, né le 13 septembre 1968 à Rødovre (Danemark), est un footballeur danois, qui évoluait au poste de milieu de terrain au Vanløse IF et à Brøndby IF ainsi qu'en équipe du Danemark.
Bjur marque un but lors de ses trois sélections avec l'équipe du Danemark entre 1996 et 1997.

## Carrière
- 1988-1991 : Vanløse IF
- 1991-2001 : Brøndby IF  [2]

## Palmarès

### En équipe nationale
- 3 sélections et 1 but avec l'équipe du Danemark entre 1996 et 1997

### Avec Brøndby
- Vainqueur du Championnat du Danemark en 1996, 1997 et 1998
- Vainqueur de la Coupe du Danemark en 1994 et 1998